# 사토 가즈히로
사토 가즈히로(일본어: 佐藤 和弘, 1990년 9월 28일 ~ )는 일본의 축구 선수이다. 현재 J2리그의 방포레 고후에서 뛰고 있다.

## 구단 경력
그는 2014년부터 J리그의 츠바이겐 가나자와, 미토 홀리호크, 방포레 고후, 오이타 트리니타, 마쓰모토 야마가 FC에서 뛰었다.